# Félix Deheza
 (juillet 2018).
Si vous disposez d'ouvrages ou d'articles de référence ou si vous connaissez des sites web de qualité traitant du thème abordé ici, merci de compléter l'article en donnant les références utiles à sa vérifiabilité et en les liant à la section « Notes et références ».
Félix Deheza est un footballeur bolivien devenu entraîneur à la fin de sa carrière. Il a notamment occupé à deux reprises le poste de sélectionneur de l'équipe de Bolivie.

## Carrière
Félix Deheza suit un cursus dans l'enseignement, devenant professeur d'éducation physique et sportive en 1942. Il joue par ailleurs dans le club de San Calixto, en première division amateur de La Paz.
En 1948, il devient le sélectionneur de l'équipe bolivienne, succédant à l'ancien international Diógenes Lara, en poste depuis deux ans. Son objectif principal est la Copa América 1949, qui se dispute au Brésil. Il débute sur le banc lors des Jeux bolivariens 1948, organisés à Lima au Pérou. Il obtient le match nul face au Venezuela avant de s'incliner contre le pays hôte. L'année suivante, il obtient une prometteuse quatrième place lors de la Copa América avec quatre victoires (contre le Chili, l'Uruguay, l'Équateur et la Colombie) mais aussi une défaite record 1-10 face aux Brésiliens. En 1950, les dirigeants préfèrent mettre un terme à son mandat en engageant l'Italien Mario Pretto pour conduire la Verde lors de la phase finale de la Coupe du monde 1950 au Brésil.
Sept ans plus tard, en 1957, il est à nouveau rappelé pour prendre en main l'équipe nationale. Cette année-là, la Bolivie joue ses premiers matchs de qualification pour une Coupe du monde. Opposés à l'Argentine et au Chili, les hommes de Dehaza remportent leurs deux rencontres disputées à La Paz mais doivent s'incliner sur terrain adverse. Ce sont les Argentins d'Omar Sívori qui se qualifient pour le mondial suédois. Cet échec met fin à la collaboration entre Dehaza et la fédération bolivienne.